# Philodicus flavipes
Philodicus flavipes là một loài ruồi trong họ Asilidae. Philodicus flavipes được Blasdale miêu tả năm 1957. Loài này phân bố ở vùng nhiệt đới châu Phi.